# Laveraët
Laveraët is een gemeente in het Franse departement Gers (regio Occitanie) en telt 120 inwoners (2009). De plaats maakt deel uit van het arrondissement Mirande.

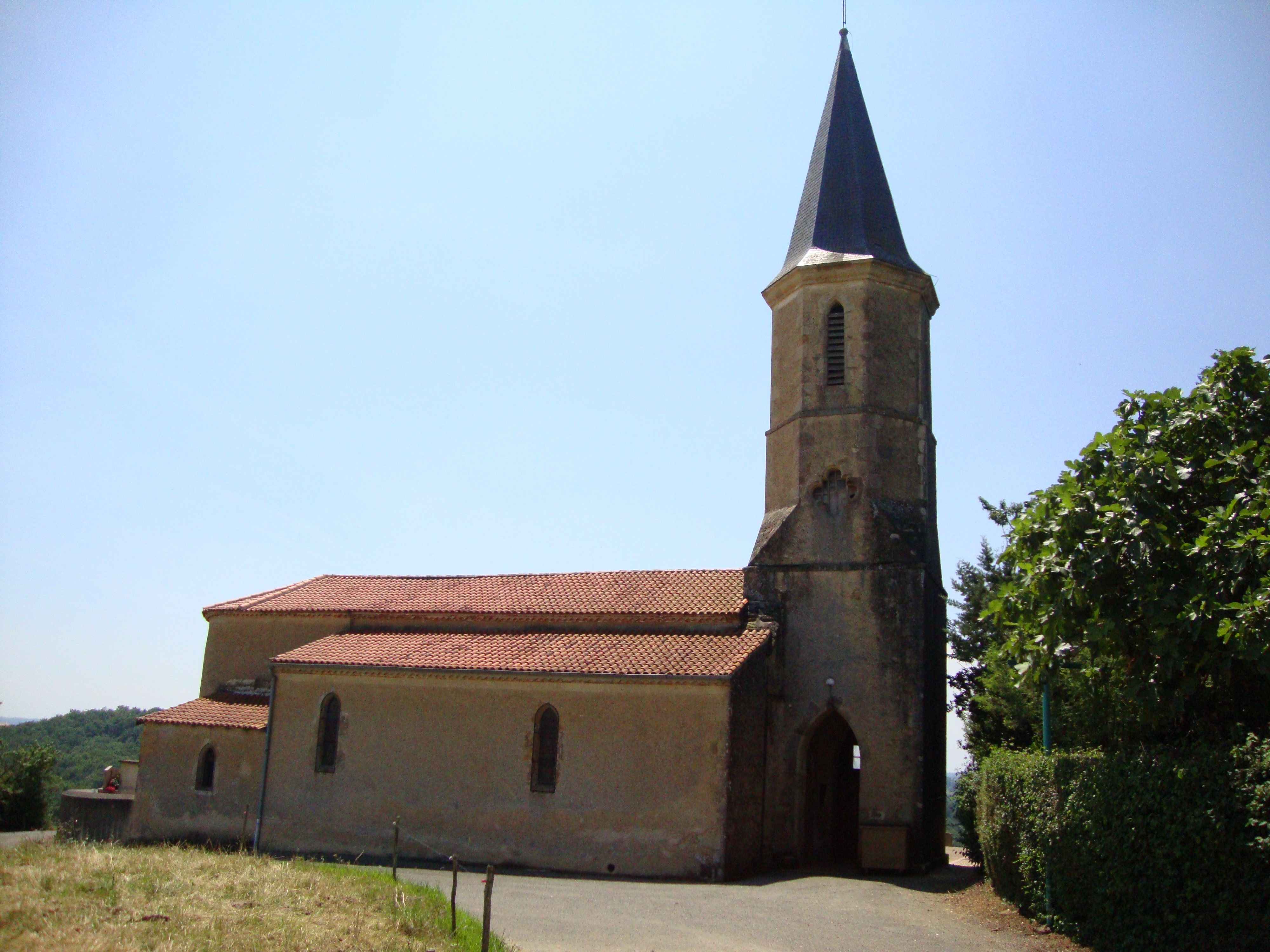
Kerk in Laveraët
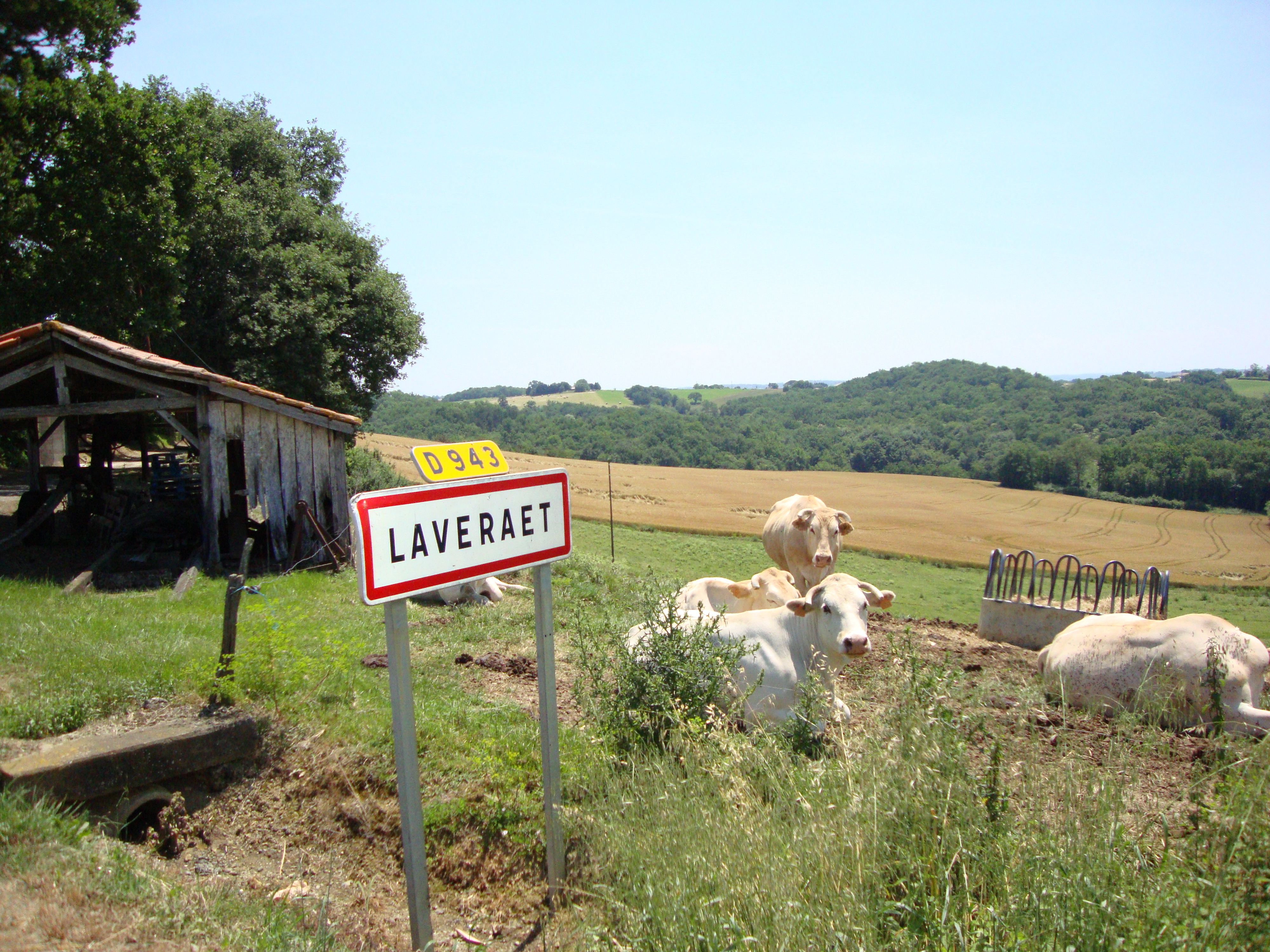
Laveraët

## Geografie
De oppervlakte van Laveraët bedraagt 12,2 km², de bevolkingsdichtheid is dus 9,8 inwoners per km².

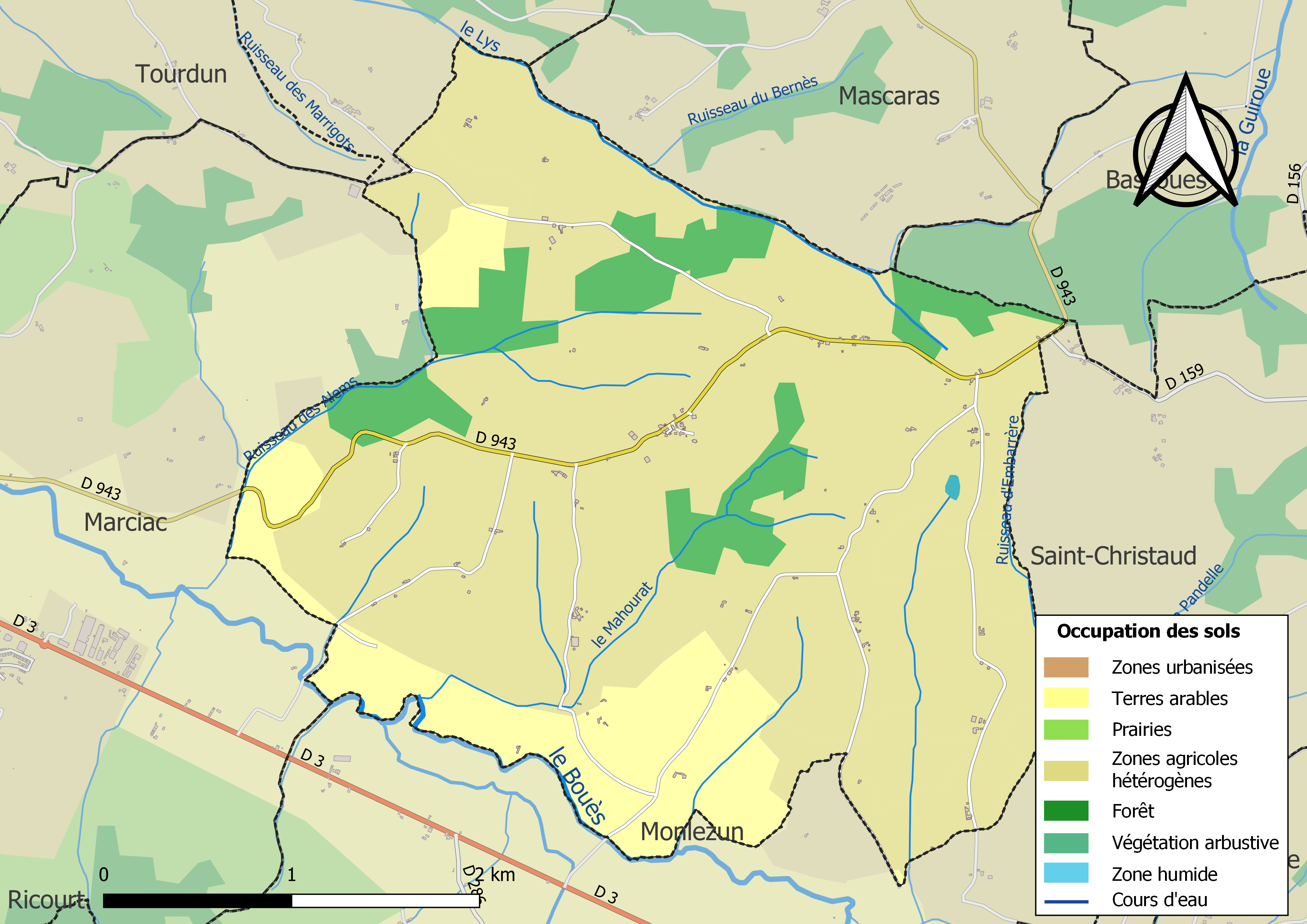
Kaart van de gemeente met belangrijkste infrastructuur, bodemgebruik en omliggende gemeenten

## Demografie
Onderstaande figuur toont het verloop van het inwonertal (bron: INSEE-tellingen).